# Podstene pri Kostelu
Podstene pri Kostelu je naselje u slovenskoj Općini Kostelu. Podstene pri Kostelu se nalazi u pokrajini Dolenjskoj i statističkoj regiji Jugoistočnoj Sloveniji. 

## Stanovništvo
Prema popisu stanovništva iz 2002. godine naselje je imalo 4 stanovnika.